# Стојан Максимовић
Стојан Максимовић (Суботица, 1934 — Бостон, 20. фебруар 2024) био је југословенски и српски архитекта. Широј јавности је најпознатији као пројектант Сава центра.

## Биографија
Рођен је 1934. године у Суботици. Основну школу похађао је у родном граду, Београду и Вршцу. Године 1945. уписао је Ваљевску гимназију, а завршио ју је 1952. године. Сматрао је себе Ваљевцем, јер је провео кључне године живота у том граду, које су га како је навео обликовале.
Од 1987 живео је у Бостону, заједно са супругом Мирјаном Максимовић, такође архитектом.
Године 2006. објављен је књига под називом Монографска публикација Стваралаштво - Стојан Максомовић у издању Центра вам, о животу и делу Максимовића.
Преминуо је 20. фебруара 2024. године у Бостону.

## Каријера
Године 1956. завршио је Архитектонски факултет у Београду, службовао у Урбанистичком заводу града Београда, а од 1970. до 1982. у Дирекцији за изградњу и реконструкцију Београда.
Краће време провео је на на специјализацији у Минхену радећи на Архитектонском факултету у атељеу професора Јозефа Видемана. Као афирмисан стваралац, у напону стваралачке снаге одлази из СФРЈ и наставља стручну делатност у Кувајту, где је од 1980. до 1985. године, као руководилац међународног мултидисциплинарног тима од 18 архитеката, ради на свим елементима великог пројекта Конгресног центра и Бајан парка.
Максимовић се из Кувајта вратио у Београд 1985. године, након чега је окружно јавно тужилаштво је у јуну исте године отворило истрагу о неправилностима у пословању у Кувајту. Истрага је постала позната као Афера Рад. У мају 1987. године, у склопу ове истраге, подигнута је оптужница против Максимовића, али је одбачена у марту 1989. године. Након подизања оптужнице, Максимовић је са породицом напустио земљу, и никад се није враћао.
Без среће да тај велики подухват буде остварен, наставља каријеру у Минхену, у фирми Леонард Мол, GMBH, а од 1987. у Сједињеним Државама. Тамо се прикључује заједници архитеката ТАК (The Architects Collaborative), познатој по В. Гропиусу, остваривши, поред осталог, Универзитетску библиотеку у Бостону. После банкротства ТАК-а 1992. године, Максимовић оснива властити архитектонски студио Стојан Максимовић Наханту, Масачусетс (САД). Бавио се архитектонским пројектовањем стамбених и јавних грађевина, а на почетку каријере и урбанистичким пројектовањем.
Вишестраност његове уметничке личности доказује и то да се бавио акварелним сликарством.
За своја појединачна дела награђен је савезном наградом дневног листа Борба (1977), Октобарском наградом града Београда (1977), а за укупан опус највећим колегијалним признањем Савеза архитеката Србије – Великом наградом за архитектуру, 1990. године.

## Одабрани радови

### Архитектонска остварења
- Ресторан “Ушће” на левој обали Саве у Београду (1960–63)
- Зграда Скупштине општине Нови Београд (1961–73)
- Зграда В. општинског јавног тужилаштва у Устаничкој број 14 у Београду (1965–68)
- Сава центар у Београду (1977)[10]
- Хотел Интерконтинентал у Београду (1979)
- Стамбена зграда на углу Јужног булевара и Максима Горког у Београду (1971–74)
- Стамбене зграде у низу у Струмичкој улици у Шумицама у Београду (1972–74)
- Спортски центар „Врачар” између Улице Р. Кораћа и Кнеза од Семберије у Београду (1967–69)
- Стамбени солитер у Милешевској улици број 51 у Београду
- Породичне куће у Мугеби на Истарској ривијери (1977)
- Породичне куће у Пало Алту (1998)
- Студентски центар Вилијам и Мери у Вилијамсбургу
- Сопствена породична кућа у Наханту (1996)

### Урбанистички пројекти
- Реконструкција центра Скопља (у тиму, 1965)
- Детаљни урбанистички пројекат реконструкције Булевара војводе Степе у Београду (1967)
- Урбанистички план реконструкције блока између улица Делиградске, Тиршове, Краља Милутина и Бирчанинове у Београду (са М. Јакшић, 1967)
- Урбанистичко (са Д. Кадовић, 1967) и архитектонско решење XI и XII месне заједнице на Врачару у Београду (1972–74)
- Урбанистичко решење реконструкције потеза од Калемегдана до Славије у Београду (са Б. Новаковићем, прва награда ex aequo, 1968) и др.